# بازدارندگان
بازدارندگان (انگلیسی: Blockers) یک فیلم به کارگردانی کی کانن است که در سال ۲۰۱۸ منتشر شد.

## بازیگران
- لزلی من
- جان سینا
- کاترین نیوتون
- گراهام فیلیپس
- ردا گریفیس
- آیک بارینهولنز
- جون دایان ری‌فیل
- هانیبال بورس
- جینا گرشان